# Centre des arts de Shawinigan

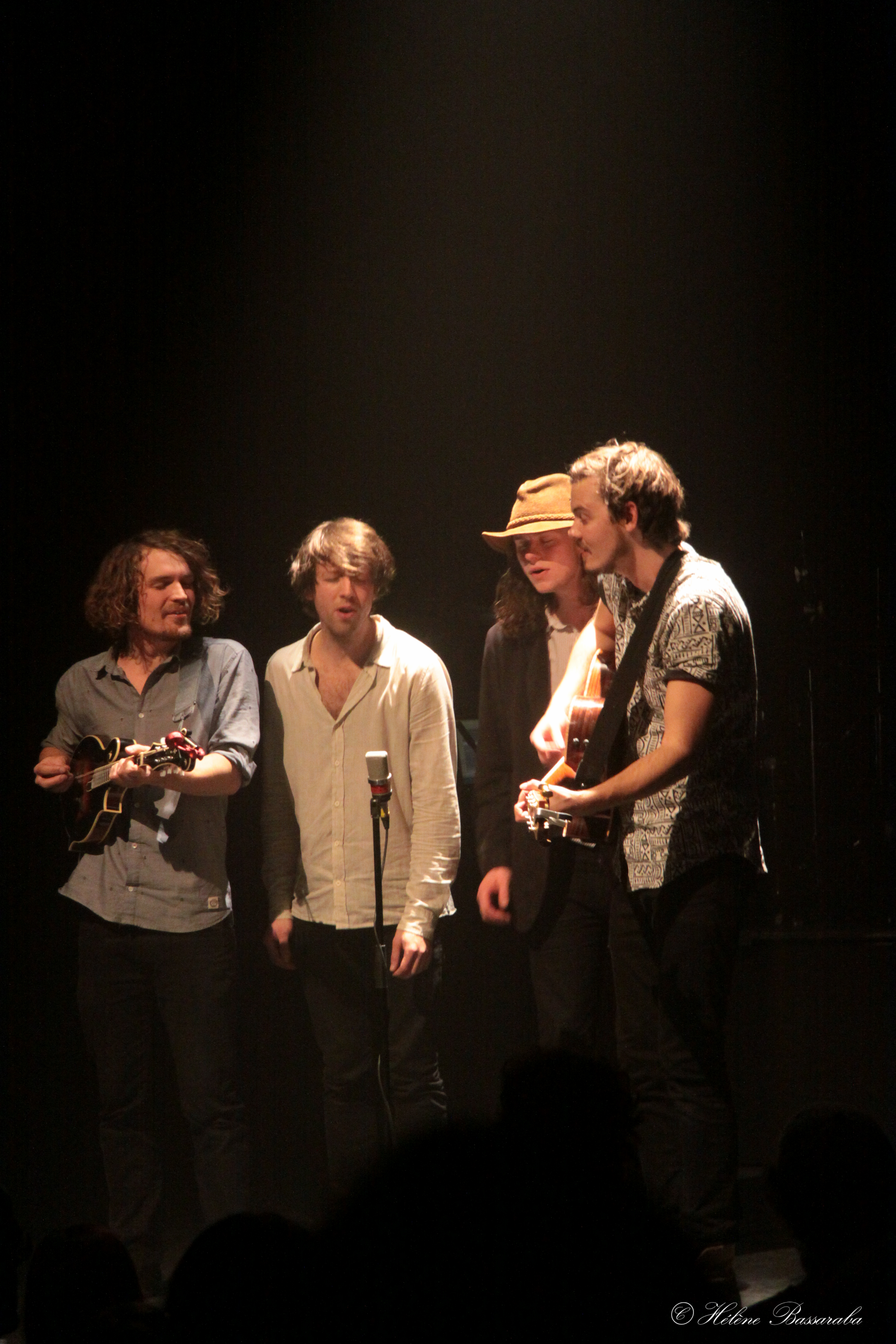
Une représentation artistique au Centre des Arts en 2014

Le Centre des arts de Shawinigan est un complexe culturel destiné à la diffusion des arts de la scène et des arts visuels, situé à Shawinigan au Québec (Canada).

## Historique
Le complexe ouvre ses portes le 17 octobre 1967, d'abord sous l'appelation de Centre culturel de Shawinigan. En 1991, l'institution change de nom et devient le Centre des arts de Shawinigan. Il est chapeauté depuis 2004 par la Corporation culturelle de Shawinigan aussi connue sous le nom de Culture Shawinigan.

## Salle Philippe-Filion
La salle Philippe-Filion, d’une capacité de 958 places, est l’une des plus importantes entre Montréal et Québec. 

## Centre d'exposition Léo-Ayotte
Le Centre d’exposition Léo-Ayotte présente quant à lui des expositions d’artistes professionnels en arts visuels ainsi que des expositions à caractère scientifique et éducatif.

## Autre
Le bâtiment compte également une piscine intérieure, la piscine du Centre des arts de Shawinigan.
Les activités aquatiques municipales, précédemment proposées dans la piscine locale, ont été transférées à celle du Cégep de Shawinigan. Une entente de cinq ans a été conclue, permettant à la Ville de déplacer ses activités aquatiques vers le cégep pour une collaboration à long terme .